# 888 Парісатида
888 Парісатида (888 Parysatis) — астероїд головного поясу, відкритий 2 лютого 1918 року.
Тіссеранів параметр щодо Юпітера — 3,296.